# Anna Rajner
Anna Rajner (ur. 1934 w Suminie, zm. 22 maja 2022) – polska pielęgniarka, samorządowiec, działaczka społeczna na rzecz osób z autyzmem, członkini zarządu Fundacji Synapsis.

## Życiorys
Wychowywała się w Tarnopolu, w trakcie II wojny światowej mieszkała w Warszawie. Została wywieziona na roboty przymusowe do III Rzeszy. Przez pewien czas przebywała w Belgii i Irlandii. Po powrocie do Polski represjonowano ją z przyczyn politycznych, w latach 1951–1953 była więziona za działalność harcerską. Do czasu przejścia na emeryturę pracowała jako pielęgniarka. Była m.in. przełożoną pielęgniarek w Mazowieckim Centrum Rehabilitacji STOCER w Konstancinie-Jeziornie. Na początku lat 80. działała w „Solidarności” w swoim zakładzie pracy, zajmowała się także dystrybucją wydawnictw drugiego obiegu. We własnym domu od 1983 do końca lat 80. prowadziła jeden z większych punktów kolportażu „Tygodnika Mazowsze” i innych pism opozycyjnych.
Była następnie działaczką Komitetu Obywatelskiego, a w latach 90. ROAD, Unii Demokratycznej i Unii Wolności. Przez dwie kadencje sprawowała mandat radnej warszawskich gmin. Od czasu powołania w 1989 Fundacji Fundusz Wieczysty Centrum Dziecięcego Synapsis pozostaje związana z tą organizacją jako członkini jej zarządu. Na jej funkcjonowanie przeznaczyła m.in. uzyskane odszkodowanie za bezprawne pozbawienie wolności z lat 50. Przyczyniła się do utworzenia ośrodków dla osób z autyzmem.
W 2011 prezydent Bronisław Komorowski odznaczył ją Krzyżem Komandorskim Orderu Odrodzenia Polski. W 1993 wyróżniona przez australijską fundację Polcul Foundation.